# Macula Transfer
Macula Transfer è il terzo album da solista di Edgar Froese, pubblicato nel 1976 dalla Brain Records.

## Il disco
L'album venne registrato poco prima dell'inizio delle session in studio che portarono alla pubblicazione di Stratosfear da parte dei Tangerine Dream. Secondo quanto dichiarato dallo stesso Froese, l'album venne realizzato con il solo utilizzo di una tape machine Ampex a 4 piste, che il musicista acquistò dagli studi di Abbey Road. Il sound presenta peculiarità simili ai precedenti lavori del gruppo, mantenendosi ancora su sonorità meno accessibili rispetto al cambiamento progressivo di rotta della band. La Virgin, al tempo, si rifiutò di distribuire l'album, pubblicato dalla Brain Records.

### Pubblicazione
Macula Transfer venne pubblicato nel 1976 nella sola Germania dalla Brain Records (altresì nota come Metronome Records), e da allora vi sono voluti 22 anni perché ne venisse pubblicata una rara versione in CD, nel 1998, dalla Manikin Records. Questo perché si tratta dell'unico album non distribuito dalla Virgin, che si occupò di pubblicare poi le versioni rimasterizzate degli altri album di Froese nel periodo in cui la band era sotto contratto con la casa discografica stessa.
La pubblicazione in CD da parte della Manikin, etichetta di Berlino divenuta nota per aver prodotto lavori di Klaus Schulze e Ash Ra Tempel, non venne autorizzata da Froese, che chiese immediatamente di fermare la distribuzione dell'album, in quanto i diritti dell'intero catalogo Brain vennero venduti da parte dell'etichetta ad una compagnia di Amburgo, senza nemmeno informare il musicista, che invece riteneva di voler prima autorizzare la pubblicazione. La stessa compagnia avrebbe poi venduto i diritti alla Manikin. Froese inoltre aveva già deciso di ri-pubblicare l'album con la sua etichetta, la TDI Records. Pertanto quell'edizione può essere considerata quasi come un bootleg, anche perché, dopo averne messe sul mercato 1000 copie, la Manikin fermò la distribuzione per evitare un'azione legale da parte del musicista: pertanto questa versione divenne rara tanto quanto l'originale in vinile.
Infine, nel 2004, la TDI Records annunciò di voler chiarire la situazione legale dei diritti su quest'album e di volerlo ri-pubblicare. Un anno più tardi la stessa etichetta, il cui nome nel frattempo era mutato in Eastgate Records, pubblicò una versione ri-arrangiata dell'album in CD.

## Tracce
Musiche di Edgar Froese.
1. OS 452 – 7:56
2. AF 765 – 11:04
3. PA 701 – 7:36
4. Quantas 611 – 4:48
5. IF 810 – 4:26

Durata totale: 35:50

## Musicisti
- Edgar Froese - tutti gli strumenti (tastiere, sintetizzatori, tape loop, effetti sonori).